# Live (Quella Vecchia Locanda)
Live è un album dal vivo pubblicato nel 1993 dal gruppo rock progressivo Quella Vecchia Locanda.

## Il disco
Il disco venne registrato al club Voom Voom di Roma nel novembre del 1971, un anno prima dalla pubblicazione dell'omonimo album. Venne pubblicato nel periodo revival dei gruppi rock progressive italiani dell'epoca, come ad esempio gli Alphataurus, Balletto di Bronzo, Latte e Miele, Locanda delle Fate, Osanna, Museo Rosenbach e molti altri.

## Tracce
1. Immagini sfocate (Giorgi / Roselli / Dell'Orso) (6:19)
2. On The Road Again (Jones / Wilson) (13:22)
3. Cymbaline (Waters) (5:48)
4. Evil Ways (Zack) (4:19)
5. Mistery Land (Giorgi / Cocco) (5:15)
6. Fire And Water (Fraser / Rodgers) (5:56)
7. You Don't Love Me (Cobbs) (2:57)
8. Bombardment Music (Giorgi / Cocco) (13:13)
9. All Your Love (Rush / Dixon) (5:06)
10. It's Breaking Me Up (Anderson) (5:58)
11. Dear Mr. Fantasy (Winwood / Capaldi / Wood) (3:28)
12. Time Was (Hite Jr. / Vestine / Wilson / Taylor / De La Torre) (3:32)

## Formazione
- Massimo Roselli (tastiere)
- Giorgio Giorgi (voce, flauto)
- Patrick Traina (batteria)
- Romualdo Coletta (basso)
- Raimondo Cocco (chitarra, voce)